# درخت‌ران‌ها
درخت‌ران‌ها یا دونده‌های درختی (نام علمی: Margarornis) نام یک سرده از خانواده مرغان تنورساز است.